# Ília Vèkua
Ília Vèkua (georgià: ილია ვეკუა)  (Shesheleta, 23 d'abril de 1907 (Julià) - Tbilisi, 2 de desembre de 1977) va ser un matemàtic soviètic.

## Vida i obra
En acabar els seus estudis secundaris al institut de la ciutat de Zúgdidi, es va matricular a la facultat de física i matemàtiques de la universitat estatl de Tbilisi, en la qual es va graduar el 1930. Els anys successius va seguir estudis de postgrau, sota la direcció de N. Krilov, N. Muskhelixvili i V. Smirnov, sobre les equacions de la física matemàtica, treballs que li van servir posteriorment (1937) per a obtenir el doctorat. A partir de 1933 va ser professor a la universitat de Tbilissi, essent el col·laborador més actiu de Muskhelixvili. El 1940 va rebre l'habilitació per a la docència amb una tesi sobre la representació complexa de les solucions de les equacions el·líptiques i les seves aplicacions als problemes de valors límit, tema pel que és recordat avui en dia. El 1951 es va traslladar a Moscou on va treballar a la universitat i al Institut Steklov de Matemàtiques. El 1958, en fundar-se la universitat de Novossibirsk a Sibèria, en va ser nomenat el seu primer rector i va mantenir el càrrec fins al 1965 quan va tornar a Tbilissi, per a fer-se càrrec del rectorat de la seva universitat. El 1972 va ser elegit president de l'Acadèmia de Ciències de la República Soviètica de Geòrgia i va ocupar aquest càrrec fins al final de la seva vida.

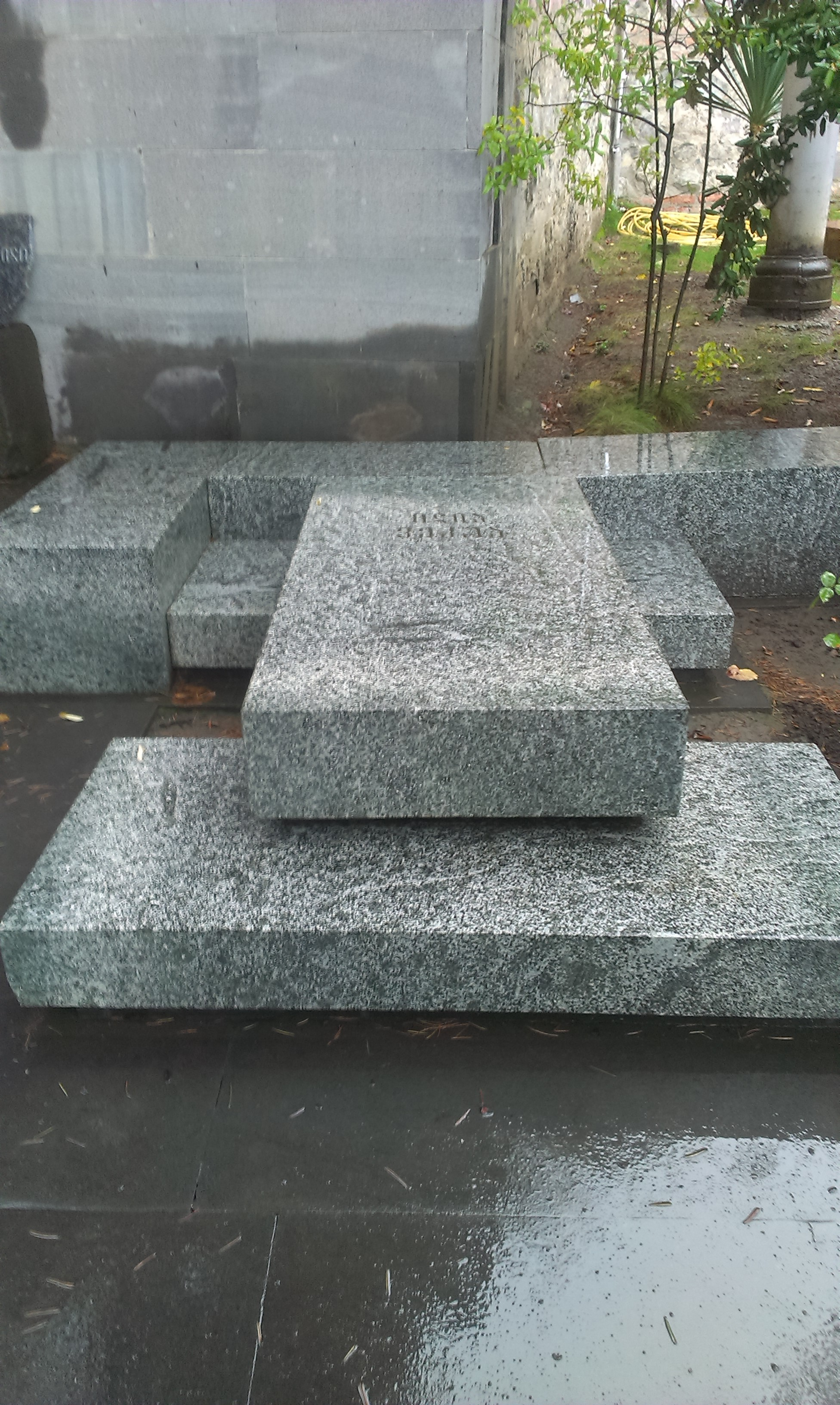
Tomba de Vèkua al Panteó de personalitats de Mtatsminda a Tbilissi.

La seva aportació més notable va ser el mètode (o els operadors) de Vèkua que enllacen les propietats de les funcions harmòniques amb les solucions de les equacions en derivades parcials el·líptiques de segon ordre.